# 진주 강씨 삼강문
진주강씨 삼강문(晉州姜氏 三綱門)은 전라남도 나주시 산포면 화지리 172-2에 있는 진주강씨 삼강문이다. 2018년 3월 27일 나주시의 향토문화유산 제48호로 지정되었다.

## 지정 사유
임진왜란 충신 강위구와 효자 강봉령, 열녀 남평문씨의 열행을 기리기 위해 나라에서 정려를 내려 건립한 삼강문으로 임진왜란 때 장서 50여인과 아들 강봉령과 함께 왜군과 싸우다 순절하여 금산의 칠백의총에 모셔진 인물로 역사적 보존 가치가 있는 문화유산이다.